# 吉原裏同心
『吉原裏同心』（よしわらうらどうしん）は、佐伯泰英による日本の時代小説シリーズ。光文社文庫より刊行されている。『吉原裏同心抄』についてもこの項にて扱う。
2014年6月より、NHK総合テレビの木曜時代劇枠にてテレビドラマ化された。

## あらすじ
幼なじみで、人の妻となっていた汀女と駆け落ちした神守幹次郎は、追っ手を避けながら流れ着いた江戸で、吉原遊郭四郎兵衛会所の用心棒、裏同心として雇われる。幹次郎は、遊女たちに俳句などを教えることになった汀女や会所の面々と共に、吉原に起こる様々な事件を解決していく。

## 登場人物

### 主人公
神守幹次郎（かみもり みきじろう）
元は豊後竹田の岡藩で13石を賜る馬廻り役だったが、安永5年（1776年）の夏、18歳の時に納戸頭である藤村壮五郎の妻汀女を連れて脱藩した。その後、藤村の追っ手から身を隠しながらあちこちをさすらい、国を出てから9年後（天明5年、1785年）に江戸に到着した。そして、その翌年、28歳の時の時に吉原遊郭の四郎兵衛会所に、裏同心として雇われた。その報酬は年25両で家賃は会所持ち。大きな事件を解決すれば慰労金が出る。当初は会所が所有する左兵衛（さへえ）長屋で暮らしていたが、後に会所から贈られた浅草田町一丁目の家に引っ越す。
子どものころ、実家が貧しくて道場に通うことができなかったが、7歳の時、旅の老武芸者から薩摩示現流の手ほどきを受け、以後独学で修行を続けてきた。また、脱藩後に立ち寄った金沢では、小早川彦内が道場主を務める眼志流居合の道場に通い、示現流の弱点を補う居合術も身につけた。「横霞み」「浪返し」「白浪崩し」「流れ胴斬り」「漣」などの技があり、幹次郎は、居合で相手を仕留めた際、半ば無意識に技名をつぶやく。
腰に差している大刀は、先祖が戦で倒した騎馬武者から奪ってきたものと伝えられる無銘の刀だが、浅草東仲町の研ぎ師松久は、後鳥羽上皇の二十四人番鍛冶の1人、豊後の刀鍛冶行平（ゆきひら）の若いころの作と鑑定した。身幅広く、先反りの2尺7寸（81.8センチ）の長剣。
また、ある事件解決の報償として、四郎兵衛から美濃の刀鍛冶和泉守藤原兼定（かねさだ）の鍛った刀をもらう。刃渡り2尺3寸7分（71.8センチ）、黒漆塗りの鞘に黒革巻の柄（つか）、竹に雀の鍔拵え、刀身は地鉄小板目、刃文大五の名刀。
面番所に遠慮して、会所に出入りするときには、かたくなに裏口を利用していたが、吉原が大火で消失し、再建されて後は、表玄関から出入りするようになった。

### ヒロイン
汀女（ていじょ）
幹次郎の妻。父・野村継彦が藤村壮五郎に15両の金を借りて返せなくなり、半ば身売り同然に、18歳も年上の藤村の妻となったが、嫁して3年後に幹次郎と駆け落ちした。幹次郎とは同じ長屋に住んでいた幼なじみで、汀女の方が3歳年上のため、昔から幹次郎には「姉さま（あねさま）」と呼ばれていたが、2人が連れ添うようになった後もそう呼ばれている。汀女は幹次郎を「幹どの」と呼ぶ。
俳句、連歌、漢詩と素養豊かで、字も達筆。駆け落ち後は人前で俳句を披露することをやめたが、吉原では3日に一度の割合で遊女たちに俳句や和歌、華道、香道、習字などを教え、手紙の代筆なども行っている。これは、遊女たちと接することで、事件を芽のうちに発見するという意味がある。四郎兵衛は、幹次郎の役目が手足とすれば、汀女の役目は耳目であるとたとえた。通常は幹次郎のみが裏同心と呼ばれているが、実は夫婦2人で一役である。
また、長屋でも吉原関係者の子どもたち相手に寺子屋を開いている。吉原再建後は、吉原での手習い塾の他に、浅草並木町で引き続き営業することになった料理茶屋山口巴屋で、多忙な玉藻の後見をしながら、馴染み客相手に俳諧の塾も開くこととなった。後には、料理茶屋の差配も任される。
駆け落ちしたのが21歳で、会所に雇われたのが31歳の時。
薄墨太夫（うすずみだゆう）
吉原一の人気を誇る三浦屋の花魁。幹次郎に好意を抱いており、2人きりのときには突然口づけするなど大胆な行為に及ぶことも。薄墨の夫への想いを知っている汀女とも仲が良く、2人は本当の姉妹のようだと吉原内で評されている。汀女の手習い塾では最も古い弟子の1人であり、代教格として手伝いをしている。
吉原炎上の際、幹次郎が炎に包まれた三浦屋から薄墨を背負って救出した。その姿は、読売でも大々的に報じられた。
元は表御祐筆の役をいただく170石の旗本の娘で、本名は加門 麻（かもん あさ）。親が病にかかって治療費を得るために苦界に落ちた。吉原炎上の後に、幹次郎夫妻に本名を教え、汀女は薄墨と2人きりの時には本名で呼びかけることにしている。25巻「流鶯」で、長年のひいき筋であった札差・伊勢亀半右衛門の末期の希望により、身請けされる形で借財がすべて返済され自由の身となる。

### 四郎兵衛会所
四郎兵衛（しろべえ）
吉原遊郭四郎兵衛会所の名主。名主は代々四郎兵衛の名を受け継ぐが、当代は七代目。七軒茶屋山口巴屋の主でもある。本名は精太郎。天明7年（1787年）で52歳。
仙右衛門（せんえもん）
四郎兵衛を補佐する番方の1人。歳は30代の半ば過ぎ。
柴田草庵の診療所で働くお芳（およし）とは10歳違いで、昔から互いに憎からず思ってきたが、諸般の事情でなかなか結ばれることがなかった。しかし、吉原再建を機に玉藻の後押しでついに気持ちを確認し合い、結婚することとなった。
長吉（ちょうきち）
番方の下で働く小頭（若い衆の頭分）。9巻には長次（ちょうじ）という小頭が登場するが、同一人物かどうかは不明。
哥次（うたじ）、保蔵、宮松、梅次、市之助、新三郎、金次、光助、参五郎、虎太郎、竜吉、宗吉、源八、玉三郎
若い衆。保蔵は殉職し、鳶だった弟の金次が跡を継いだ。宗吉は山口巴屋の手代だったが、四郎兵衛の旅に同道し、働きが認められて会所に引き抜かれた。
嶋村澄乃（しまむらすみの）
25巻「流鶯」から登場。鹿島新当流の遣い手。初登場時は18歳。剣術の師でもあった父の死後、裏同心になることを望んで、四郎兵衛を訪ねる。

### 吉原遊郭

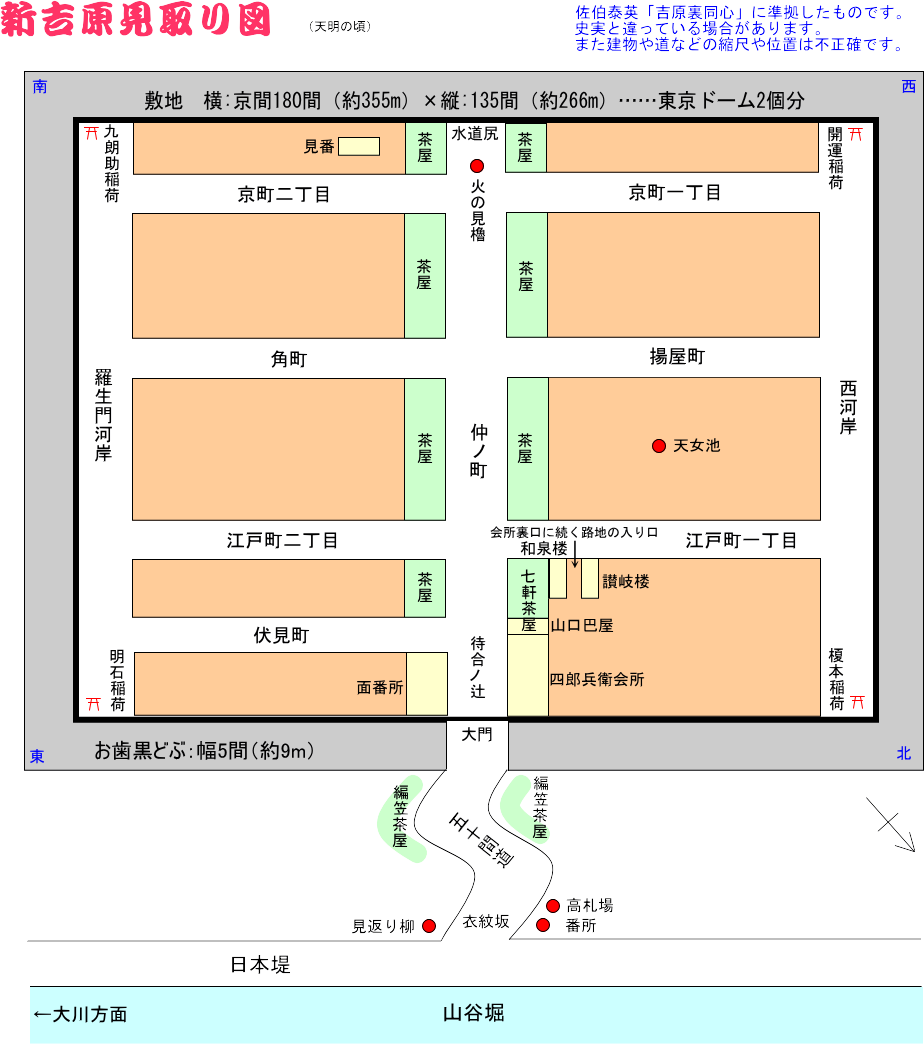
吉原遊郭の見取り図（史実ではなく本作の設定におけるもの）。

四郎左衛門（しろうざえもん）
吉原一の老舗で、代々の名妓高尾太夫を抱える、三浦屋の主。吉原の総名主も務める。薄墨も三浦屋の抱え。
玉藻（たまも）
七軒茶屋山口巴屋の女将で、四郎兵衛の娘。
吉原炎上で妓楼が吉原の外で500日間の仮宅営業をしている時、山口巴屋も浅草並木町に料理茶屋として仮営業を始めた。吉原が再建して引手茶屋を再開した後も、顧客に請われて並木町の料理茶屋もそのまま営業を続けた。
小吉（しょうきち）
水道尻の番太。以前は人気の義太夫語りだったが、不摂生がたたって喉をつぶして引退し、番太となった。
見番（芸子、女芸者、男芸者を抱えて、妓楼に派遣する事務所）の頭取である大黒屋正六が吉原に反逆して断罪された後、2代目の頭取に任命された。
おみよ / 小花（こはな） / 小糸（こいと） / 桜季（さくらぎ）
揚屋町の花伊勢の花魁小紫（こむらさき）の妹。小紫は吉原炎上の時に焼死したと思われていたが、実は別人を殺して身代わりとし、足抜けをしていた。その小紫に金を送るため、13歳のおみよが吉原に売られた。おみよは、小紫が断罪された後も吉原にとどまり、薄墨の禿小花となって（19巻では小糸という名で呼ばれている）、将来の太夫を目指すこととなった。薄墨太夫の落籍と同時期に、新造となり桜季と名乗る。

### 吉原関係者
足田甚吉（あしだ じんきち）
元は岡藩中間。幹次郎とは隣の長屋に住む幼なじみで、汀女のこともよく知っている。幹次郎のことは「幹やん」と呼ぶ。中間時代には、逃避行中や裏同心になってからの幹次郎に、追っ手に関する情報を伝えてくれた。
その後、岡藩の奉公を解かれ、幹次郎の口利きで久平次長屋に入居、そこの住人のおはつに紹介されて、五十間道の引手茶屋相模屋の男衆となる。間もなく2人は結婚した。吉原炎上で相模屋が焼失した後は、浅草並木町に料理茶屋を始めた山口巴屋に雇われ、吉原再建後もそのまま料理茶屋の方の山口巴屋に務めることになった。
おはつ
相模屋の仲居。年のころは30代半ば。離婚歴があり、前の夫との間に男子が1人いる。久平次長屋で甚吉の世話を焼いているうちに親密な仲となり結婚。長男初太郎を産み、18巻『無宿』の時点（寛政2年）では2人目の子供を出産している。
久平次（くへいじ）
浅草元吉町に会所が持っている長屋の大家。まだ40歳前。昔は吉原の男衆だったが、客が刃傷沙汰を起こした時に、遊女をかばって怪我をし、右脚が不自由になり、差配の仕事に就いた。というのは表向きで、実は会所の密偵を務めており、吉原が禿の蕾（後のお香の方）を白河の松平定信に送り届けた際、田沼意次が放った刺客によって怪我を負った。
おかよ
幹次郎夫妻のために会所が用意した左兵衛長屋の住人。夫は五十間道の引手茶屋の男衆。息子の元八は、汀女が長屋で開いている寺子屋の生徒。
おりゅう
左兵衛長屋の住人で、吉原出入りの髪結い。
周左衛門（しゅうざえもん）
相模屋の主人。女房はおさわ。おこう、おさんという2人の娘がいる。おはつのことは高く買っており、甚吉のことも気に入ってくれて、2人の祝言を相模屋の座敷で挙げてくれた。
吉原炎上の後、詐欺にかかって店の沽券を手放した。そればかりか、周左衛門夫婦も惨殺され、おこうは乱暴されて正気を失ってしまった。
早蔵（はやぞう）
相模屋の番頭。相模屋が沽券と主を失ってつぶれた後、浅草並木町の料理茶屋山口巴屋で帳場を任されることとなった。
おみね
切見世女郎で、汀女の弟・信一郎の恋人。
第1話終盤、信一郎と共に足抜けするが、汀女の夫・壮五郎とその手の者に斬られ、信一郎と共に亡くなった。
本来ならば、投込み寺に投込まれて葬られるはずだったが、幹次郎・汀女の懇願を聞き入れた四郎兵衛により、信一郎と共に葬られた。

### 町奉行所
村崎季光（むらさき としみつ）
南町奉行所所属の隠密廻り同心。大門左脇（すなわち、会所の反対側）にある面番所には、昼夜交代で隠密廻り同心らが詰めている。幹次郎が裏同心と呼ばれるのは、彼ら面番所同心たちに対比してのことである。彼らは何かにつけて会所から饗応されたり、金を贈られたりして骨抜きにされているが、中でも村崎は特に金にがめつい。幹次郎が番所の前を通るたびに嫌みを言うが、幹次郎の方でうまくあしらっている。妻と2人の息子、それに病身の母と暮らしている。
三輪の寅次（みのわのとらじ）
村崎の使っている岡っ引。
あごの勘助（あごのかんすけ）
村崎の使っている岡っ引。山川町の親分と呼ばれる。
代田滋三郎（しろた じさぶろう）
村崎の上司である与力。彼も会所によって骨抜きにされており、紋日で金が入るとき以外は滅多に面番所に顔を出さない。
桑平市松（くわひら いちまつ）
南町奉行所所属の定町廻り同心で、遣り手と評判。幹次郎の手腕を高く評価している一方、面番所勤めの村崎とは折り合いが悪い。
山村信濃守良旺（やまむら しなののかみ たかあきら）
南町奉行。在任は天明4年 - 寛政元年（1784-1789）。金がことのほか好きで、何か理由を付けて吉原から金を吸い上げようと企んでいる。
「三浦屋」でかつて売れっ子遊女だった羅生門河岸の長屋女郎・きくの恨みを買い、吉原臨時巡察の際、生卵を投げつけられる。実は、きくが「三浦屋」にいるころ、彼女にほれて身請けをしようとしたが断られたため、きくの間夫（まぶ）を無実の罪で江戸所払いにしていた（原作では、ふたりの弟がいてそのうちの一人が奉行所の裁きで冤罪を着せられ、打ち首となっていた設定）。
池田長恵（いけだ ながしげ）
山村の後任の南町奉行。在任は寛政元年 - 7年（1789-1795年）。心中を装った女郎莉紅の殺人事件に絡み、四郎兵衛に対して探索をやめるよう指示した。
史実については池田長恵のページを参照。
曲淵甲斐守景漸（まがりぶち かいのかみ かげつぐ）
北町奉行。在任は明和6年 - 天明7年（1769-1787）。一橋治済とつながりがある。退職に際して、多額の慰労金を吉原や魚河岸、札差、両替商などに要求すると共に、吉原の町政を変更して、利潤を奉行所に直結させようともくろんだ。
史実については曲淵景漸のページを参照。

### 幕府関係者
一橋治済（ひとつばし はるさだ）
御三卿一橋徳川家2代目当主。10代将軍家治が亡くなって、実子である家斉が11代将軍となると、それまで幕政を牛耳っていた田沼意次を罷免させ、田沼派の一掃を行わせた。吉原がそれまで田沼派と深く結びついていたため、さらには吉原の利権を狙って、たびたび手を伸ばしてきては四郎兵衛たちを苦慮させた。
史実については徳川治済のページを参照。
松平定信（まつだいら さだのぶ）
白河藩主。8代将軍吉宗の孫で、徳川宗武の七男。10代将軍家治にも気に入られて、将軍職継承の可能性もあったが、その明晰さを恐れた田沼意次の策略で白河藩主松平定邦の養子となった。家斉が11代将軍になると、その後見となり、間もなく老中首座となって、いわゆる寛政の改革を行なった。
史実については松平定信のページを参照。
お香の方（おこうのかた）
松平定信の側室。元は、御儒者衆である佐野村真五兵衛（さのむらしんごべえ）の息女で、6歳年上の定信とは幼なじみ。安永5年（1776年）、真五兵衛が田沼意次の策略で失脚し、心労の末に病に倒れると、12歳にして吉原に身を沈め、禿の蕾となった。四郎兵衛会所は、将来の布石として、蕾を定信に贈った。
幹次郎と汀女は、身重のお香を田沼派の刺客から守りながら、白河から江戸まで護送する役目を果たし、それ以来定信やお香の覚えがめでたい。後に薫子（かおるこ）という名の姫を産んだ。
田安宗武（たやす むねたけ）
御三卿田安徳川家の初代当主。松平定信の実父。吉原とは入魂の間柄で、一橋治済と暗闘している四郎兵衛会所に協力してくれた。
史実については徳川宗武のページを参照。
田沼意次
9代将軍家重と10代家治に重用され、大きな権力をふるった。重商主義を掲げたが、賄賂を公然と認めたため、汚職が横行した。家治が天明6年（1786年）に亡くなるとすぐに失脚。天明8年の7月24日に70歳で死去したが、本作品では生存が疑われていた。
史実については田沼意次のページを参照。
井伊直幸（いい なおひで）
彦根藩第12代藩主で、大老。田沼派だったが、田沼意次失脚後も幕閣に残り、田沼派の復権のために暗躍した。そのため、吉原とも何度もぶつかった。
史実については井伊直幸のページを参照。

### 岡藩
藤村壮五郎（ふじむら そうごろう）
納戸頭270石で、金貸しも行っている。汀女の父にも金を貸しており、その棒引きを条件に汀女を妻に迎えた。
剣の腕は、無刀流の植村道場で目録を得たほどであったが（テレビドラマ版では、剣の腕はあまり強いほうではない設定で、用心棒を雇っている）、日田往還での戦いで幹次郎に左腕を切断された。傷が癒えた後も、執拗に2人を追った。
肥後貫平（ひご かんぺい）
藤村の縁戚である槍奉行肥後利三郎の息子で目付頭肥後市蔵の甥。藤村の妻仇討ちに同道した。植村道場で抜け目のない剣風から蛇貫とあだ名されている。日田往還での戦いにおいて、幹次郎に峰打ちで肩を砕かれた。その後も、藤村と共に2人を追った。
信一郎（しんいちろう）
汀女の実弟。幹次郎も、自分の弟のようにかわいがった。
幹次郎と立ち会った時に動揺を誘う狙いで、藤村が借金のかたに強引に養子に迎えた。しかし、信一郎は追跡の先々で、汀女が訪れるであろう俳句の師匠の元に手紙を残し、藤村の追跡計画を知らせて逃亡の助けとなってくれた。
江戸で吉原の切見世女郎のおみねと恋仲になり、足抜きを企てるが、肥後におみね共々斬殺されてしまう。この事件が、幹次郎・汀女と四郎兵衛会所を結びつけるきっかけとなった。

### 津島道場
津島傳兵衛直実（つしま でんべえ なおざね）
下谷の山崎町にある香取神道流の道場主。裏同心になって後、幹次郎が客分格で通うようになった。
頼近巧助（よりちか こうすけ）
師範。幹次郎が初めて道場を訪れた際、津島の命で立ち会いをした。その後、次第に登場しなくなった。
花村栄三郎（はなむら えいざぶろう）
師範。吉原炎上事件の際、門弟を率いて周囲の警護にあたった。
重田勝也（しげた かつや）
大恩寺新太郎、天童忠五郎と共に、若手三羽烏の1人。毎朝稽古に通うほど熱心。人柄が良く、先輩にもかわいがられている。幹次郎から、眼志流居合の手ほどきを受け始めた。
佐久間忠志（さくま ちゅうじ）
剣友。幕府御普請奉行の役に就く旗本2600石。
前川卯之助（まえかわ うのすけ）
尾張藩士。道場では新入りだが、尾張柳生新陰流の免許持ち。

### その他
車善七（くるま ぜんしち）
浅草の非人頭。吉原の裏手にある浅草溜めの管理を任されている。なぜか幹次郎を気に入っているようで、吉原の危難に際しては、様々な手助けをしてくれる。
身代わり左吉（みがわりさきち）
さまざまな揉めごとに身代わりを立てることを生業とする40歳前後の男。ひょんなことから幹次郎と知り合いになり、時々幹次郎の探索を手伝ってくれるようになった。住居は不明だが、よく馬喰町の一膳めし屋丹熊に出没する。
虎次（とらじ）
身代わり左吉が出没する丹熊の主人。第9巻では寅熊と呼ばれている。
竹松（たけまつ）
丹熊の小僧。吉原で遊ぶことを夢見ていた。天明8年（1788年）で14歳。幹次郎の仲介で吉原に登楼して夢をかなえた後、小僧から料理人見習いとなり、虎次の店で真面目に働いている。
政吉（せいきち）
会所の船を預けてある船宿牡丹屋の老船頭（牡丹屋の主は美津右衛門（みつえもん）、女将がお紋）。よく会所の手伝いもする。
柴田相庵（しばた そうあん）
浅草山谷町に診療所を構える初老の医師。真三郎（しんざぶろう）という息子が助手を務めている。かなりの酒好きで、診察中も朝と昼に1杯ずつ飲み、夕刻になると四斗樽の前に座って心ゆくまで楽しむ。
お芳（およし）
柴田相庵の診療所で働く女衆。仙右衛門の幼馴染で、ずっと仙右衛門のことを慕っていたが、吉原再建を機に互いの気持ちを確かめ合い、結婚することとなった。
六郷政林（ろくごう まさしげ）
吉原の南に位置する出羽本庄藩下屋敷、通称六郷屋敷に住まう、本庄藩前藩主。風向きによっては吉原で弾かれる清掻が聞こえてくるが、特に伏見町松風楼の遊女八重垣が爪弾く清掻を気に入り、彼女が身請けされて吉原を去っても、時々六郷屋敷に呼んで三味線を弾かせている。門番たちも、汀女とは顔見知りであいさつを交わす。
史実については六郷政林のページを参照。
紫光太夫（しこうだゆう）
浅草奥山の芝居小屋で、出刃打ちの芸を見せている。幹次郎が、短筒に対抗するために出刃打ちの技を習った。中年増の美形。
浩次郎（こうじろう）
呉服町北新道にある読売屋「世相あれこれ」の主人。
おあき
神守夫婦が浅草田町の一軒家に引っ越した際に、足田甚吉の紹介で雇われた小女。大工の娘。
黒介（くろすけ）
神守夫婦の新居に住み着いていた黒猫。そのまま神守家の飼い猫になる。
伊勢亀半右衛門（いせきはんえもん）
札差の筆頭行司。薄墨太夫をひいきにする豪商。25巻「流鶯」にて病没。

## 作品リスト
吉原裏同心
1. 流離 吉原裏同心[注釈 19] 2003年3月発行 ISBN 4-334-73462-6 - 安永5年（1776年）夏 - 天明6年（1786年）秋の話
2. 足抜 吉原裏同心（二） 2003年9月発行 ISBN 4-334-73555-X - 天明6年8月 - 9月の話
3. 見番 吉原裏同心（三） 2004年1月発行 ISBN 4-334-73625-4 - 天明6年10月 - 天明7年（1787年）1月の話
4. 清掻 吉原裏同心（四） 2004年7月発行 ISBN 4-334-73719-6 - 天明7年1月 - 2月の話
5. 初花 吉原裏同心（五） 2005年1月発行 ISBN 4-334-73810-9 - 天明7年2月 - 3月の話
6. 遣手 吉原裏同心（六） 2005年9月発行 ISBN 4-334-73947-4 - 天明7年5月 - 6月の話
7. 枕絵 吉原裏同心（七） 2006年7月発行 ISBN 4-334-74088-X - 天明7年6月 - 8月の話
8. 炎上 吉原裏同心（八） 2007年3月発行 ISBN 978-4-334-74208-9 - 天明7年9月 - 11月の話
9. 仮宅 吉原裏同心（九） 2008年3月発行 ISBN 978-4-334-74388-8 - 天明7年12月の話
10. 沽券 吉原裏同心（十） 2008年10月発行 ISBN 978-4-334-74496-0 - 天明8年（1788年）1月の話
11. 異館 吉原裏同心（十一） 2009年3月発行 ISBN 978-4-334-74553-0 - 天明8年（1788年）1月 - 2月の話
12. 再建 吉原裏同心（十二） 2010年3月発行 ISBN 978-4-334-74750-3 - 寛政元年（1789年）2月 - 4月の話
13. 布石 吉原裏同心（十三） 2010年10月13日発行 ISBN 978-4-334-74852-4 - 寛政元年5月の話
14. 決着 吉原裏同心（十四） 2011年3月10日発行 ISBN 978-4-334-74918-7 - 寛政元年6月 - 7月の話
15. 愛憎 吉原裏同心（十五） 2011年10月20日発行 ISBN 978-4-334-76307-7 - 寛政元年11月 - 12月の話
16. 仇討 吉原裏同心（十六） 2012年3月20日初版発行、2012年3月13日発売 ISBN 978-4-334-76376-3 - 寛政元年大晦日 - 寛政2年（1790年）1月の藪入りのごろまでの話
17. 夜桜 吉原裏同心（十七） 2012年10月20日初版発行、2012年10月11日発売 ISBN 978-4-334-76472-2 - 寛政2年2月初午のごろ - 3月の話
18. 無宿 吉原裏同心（十八） 2013年3月20日初版発行、2013年3月12日発売 ISBN 978-4-334-76539-2 - 寛政2年夏 - 秋の話
19. 未決 吉原裏同心（十九） 2013年10月20日初版発行、2013年10月8日発売 ISBN 978-4-334-76632-0 - 寛政2年夏の話
20. 髪結 吉原裏同心（二十） 2014年4月20日初版発行、2014年4月10日発売 ISBN 978-4-334-76719-8 - 寛政2年夏の終わりごろ - 秋の終わりごろの話
21. 遺文 吉原裏同心（二十一） 2014年6月20日初版発行、2014年6月12日発売 ISBN 978-4-334-76750-1 - 寛政2年冬の話
22. 夢幻 吉原裏同心（二十二） 2015年4月20日初版発行、2015年4月9日発売 ISBN 978-4-334-76893-5 - 寛政2年11月の話
23. 狐舞 吉原裏同心（二十三） 2015年10月20日初版発行、2015年10月8日発売 ISBN 978-4-334-76975-8 - 寛政2年12月 - 寛政3年（1791年）正月の話
24. 始末 吉原裏同心（二十四） 2016年3月20日初版発行、2016年3月11日発売 ISBN 978-4-334-77250-5 - 寛政3年1月7日 - 1月半ばごろの話
25. 流鶯 吉原裏同心（二十五） 2016年10月20日初版発行、2016年10月12日発売 ISBN 978-4-334-77360-1 - 寛政3年2月末ごろ - 夏の話

- 「吉原裏同心」読本 2014年6月12日発売 ISBN 978-4-334-76751-8

吉原裏同心抄
1. 旅立ちぬ 2017年3月20日初版発行、2017年3月9日発売 ISBN 978-4-334-77437-0 - 寛政3年夏の話
2. 浅き夢みし 2017年10月20日初版発行、2017年10月11日発売 ISBN 978-4-334-77535-3 - 寛政3年夏から秋の話
3. 秋霖やまず 2018年3月20日初版発行、2018年3月9日発売 ISBN 978-4-334-77613-8 - 寛政3年秋の話
4. 木枯らしの 2018年10月20日初版発行、2018年10月10日発売 ISBN 978-4-334-77728-9 - 寛政3年冬の話
5. 夢を釣る 2019年3月20日初版発行、2019年3月12日発売 ISBN 978-4-334-77813-2 - 寛政3年12月の話
6. 春淡し 2019年6月20日初版発行、2019年6月12日発売 ISBN 978-4-334-77857-6 - 寛政3年末から寛政4年1月の話

新・吉原裏同心抄
1. まよい道 2019年10月20日発行、2019年10月10日発売 ISBN 978-4-334-77914-6 - 寛政4年春の話
2. 赤い雨 2020年3月20日初版発行、2020年3月12日発売 ISBN 978-4-334-77986-3 - 寛政4年春から夏の話
3. 乱癒えず 2020年10月20日初版発行、2020年10月8日発売 ISBN 978-4-334-79093-6 - 寛政4年夏の話
4. 祇園会 2021年3月20日初版発行、2021年3月10日発売 ISBN 978-4-334-79162-9 - 寛政4年夏から冬の話

吉原裏同心
1. 陰の人 吉原裏同心（36） 2021年10月20日初版発行、2021年10月13日発売 ISBN 978-4-334-79252-7 - 寛政5年春の話
2. 独り立ち 吉原裏同心（37） 2022年3月20日初版発行、2022年3月15日発売 ISBN 978-4-334-79316-6 - 寛政5年5月の節句から7月の話
3. 一人二役 吉原裏同心（38） 2022年10月20日初版発行、2022年10月12日発売 ISBN 978-4-334-79431-6 - 寛政5年7月から立秋のころの話
4. 晩節遍路 吉原裏同心（39） 2023年3月20日初版発行、2023年3月14日発売 ISBN 978-4-334-79501-6 - 寛政5年秋の話
5. 蘇れ、吉原 吉原裏同心（40） 2023年10月20日初版発行、2023年10月12日発売 ISBN 978-4-334-10071-1 - 寛政5年10月から寛政6年夏の話

各巻は5章に分かれている（序章と終章が付属する第1巻を除く）。そして、各巻ごとに1つの事件、テーマを取り扱いながら、各章ではそれと関連して、あるいはそれと平行して個別の事件を取り扱うという形式を取ることが多い。たとえば、第2巻では、全体として香瀬川太夫の足抜き事件を取り扱い、第1章は掏摸一味の事件、第2章は赤穂浪士子孫による踏み倒し事件、第3章は香瀬川同様に姿を消した春駒の捜索、第4章は同じく姿を消した市川の捜索、そして第5章で解決……という具合に話が進んでいく。なお、13巻と14巻は、1つの大きな事件を2冊通して扱ったシリーズ初の試みである。

## テレビドラマ
2014年6月26日から9月18日まで12回シリーズで木曜時代劇（NHK総合テレビジョン）で放送された。
小出恵介は時代劇初主演、また林隆三の遺作となった。第一回の殺陣に時代劇には珍しいワイヤーアクションを採用している。
90分拡大版の『吉原裏同心〜新春吉原の大火〜』が2016年1月3日にNHK総合テレビジョンの正月時代劇枠にて放送された。

### キャスト
- 神守幹次郎 - 小出恵介
- 汀女 - 貫地谷しほり
- 四郎兵衛 - 近藤正臣
- 薄墨太夫 - 野々すみ花
- 仙右衛門 - 山内圭哉
- 藤村壮五郎 - 皆川猿時
- 玉藻 - 京野ことみ
- 柴田相庵 - 林隆三
- お芳 - 平田薫
- 佐吉 - 三宅弘城
- 村崎季光 - 石井愃一
- 長吉 - 沼田爆
- 清次 - 若葉竜也
- 千歳 - 尾上紫
- 若竹 - 菜葉菜
- 夕霧 - 近野成美
- 豊春 - 定松直子
- 水無月 - 松之井綾
- 正琴 - 児玉陽子
- 千代 - 富田エル
- 弥助 - 大賀太郎
- 寅五郎 - 山元隆弘
- 泉蔵 - 松本淳
- 慎之助 - 石野理央
- 岡っ引き - 千葉清次郎
- ひかる - 鈴木里奈
- ほたる - 萩倉悠月

### ゲスト
複数回登場の場合は括弧（）内に表記。

#### 第一回
- 中野信一郎 - 上遠野太洸
- 初音 - 水野絵梨奈
- 佐々木友之進 - 車邦秀
- 脇屋勘兵衛 - 尾関伸嗣
- 篠崎 - 市瀬秀和
- 甚吉 - 坂本真
- 汀女の父 - 櫻井正一

#### 第二回
- 梅園 - 奥菜恵
- 島田藤兵衛 - 山口馬木也
- 宗助 - 川村亮介
- 弥七 - 七枝実
- おくに - 近藤里沙

#### 第三回
- きく - 富田靖子
- 喜助 - 天宮良
- 村山信濃守 - ダンカン
- 太平 - 森下能幸
- 代田 - 真実一路

#### 第四回
- おかん - 高橋由美子
- 幸助 - おかやまはじめ
- 栄蔵 - 加藤武
- 徳蔵 - 近童弐吉
- 喜兵衛 - 真鍋誠志

#### 第五回
- 谷平 - 柳沢慎吾
- おけい - 宮武美桜
- 庄助 - 冨家規政
- 吉野 - 小倉百代

#### 第六回
- 鞆世 - 黒谷友香
- 雛菊 - 徳永えり
- 茂蔵 - 半海一晃
- 清右衛門 - 市川しんぺー
- 正五郎 - 三浦祐介
- 春日 - 遠谷比芽子
- 諒庵 - 堀本能礼
- 貞三 ‐ 山崎大輔

#### 第七回
- 間宮鋭三郎 - 辻本祐樹（幼少期：菊地飛翔）（第六回）
- 加門麻 - 仲愛理
- 間宮慶一郎 - 水原光太
- 伊勢亀 - 真夏竜
- 三浦屋 - 中平良夫

#### 第八回
- 香取屋武七 - 篠井英介
- 香取屋公太 - 浜田学

#### 第九回
- 柳里/おちよ - 星野真里
- 徹三郎 - 千葉哲也
- 圭次 - 成河
- 幸造 - 永田耕一

#### 第十回
- 小春 - 馬渕英俚可
- 文吉 - 内野謙太
- 義左衛門 - 湯江健幸
- 又一 - 和田洋一
- 儀助 - 野村昇史

#### 第十一回
- 中林与五郎 - 豊原功補
- 溝呂木六兵衛 - 村野武範
- 溝呂木忠也 - 佐野和真
- 亀田満右衛門 - 野添義弘

#### 最終回
- 勘助 - 原田大二郎
- 矢部新造 - 田中幸太朗
- 松下源左衛門 - 山田明郷
- 岡藩江戸家老 - 山野史人
- 甚五郎 - 青山草太

#### 〜新春吉原の大火〜
- 香瀬川太夫 - 安達祐実
- 平助 - 山田純大
- 源次 - モロ師岡
- 近江屋庄右衛門 - 野間口徹
- おけい ‐ 藤原薫
- 若松屋丹右衛門 ‐ 野村昇史
- 杉野屋藤兵衛 ‐ 春海四方
- 市川 - 朝倉あき
- 孝之助 ‐ 久野雅弘
- 鈴音 - 小松彩夏
- おこま ‐ 安澤千草
- 竹越繁千代 ‐ 小豆畑雅一
- 大村左近 ‐ 上杉祥三
- おさよ - 麻生祐未
- 太兵衛 - 本田博太郎

### スタッフ
- 原作 - 佐伯泰英『吉原裏同心』
- 脚本 - 尾崎将也
- 音楽 - 林ゆうき
- 主題歌 - 小田和正「二人」
- 語り - 貫地谷しほり
- 演出 - 西谷真一、佐藤峰世、田中英治、川野秀昭
- 殺陣指導 - 車邦秀
- 制作統括 - 佐野元彦（NHKエンタープライズ）（第一回 - 第六回）、城谷厚司（NHKエンタープライズ）（第七回 - 最終回）、原林麻奈（NHKドラマ制作部）
- 制作 - NHKエンタープライズ

### 放送日程
| 話数                                                      | 放送日  | サブタイトル | 原作 | 演出     |
| --------------------------------------------------------- | ------- | ------------ | ---- | -------- |
| 第一回                                                    | 6月26日 | 希望の光     | 流離 | 西谷真一 |
| 第二回                                                    | 7月03日 | 守りたい人   | 流離 | 西谷真一 |
| 第三回                                                    | 7月10日 | 許せぬ奉行   | 流離 | 西谷真一 |
| 第四回                                                    | 7月17日 | 年季明け     | 無宿 | 佐藤峰世 |
| 第五回                                                    | 7月24日 | 父と娘       | 遣手 | 佐藤峰世 |
| 第六回                                                    | 7月31日 | 隠しごと     | 初花 | 田中英治 |
| 第七回                                                    | 8月07日 | いいなずけ   | 無宿 | 西谷真一 |
| 第八回                                                    | 8月21日 | 覚悟あり     |      | 佐藤峰世 |
| 第九回                                                    | 8月28日 | 明日の幸せ   |      | 田中英治 |
| 第十回                                                    | 9月04日 | 姉の願い     |      | 佐藤峰世 |
| 第十一回                                                  | 9月11日 | かたき討ち   |      | 川野秀昭 |
| 最終回                                                    | 9月18日 | 我が町       | -    | 川野秀昭 |
| 平均視聴率 8.4%（視聴率は関東地区、ビデオリサーチ社調べ） |         |              |      |          |

### 関連番組
- 誕生!廓（くるわ）の用心棒〜帰ってきた吉原裏同心（2015年12月30日）

### 関連商品
サウンドトラック
- 林ゆうき『NHK木曜時代劇「吉原裏同心」オリジナル・サウンドトラック』（2014年7月23日発売） スザクミュージック、品番：NGCS-1043